# Lista campionilor la dublu feminin Australian Open
Aceasta este o listă a tuturor campioanelor la dublu feminin de la Australian Open.

## Campioane

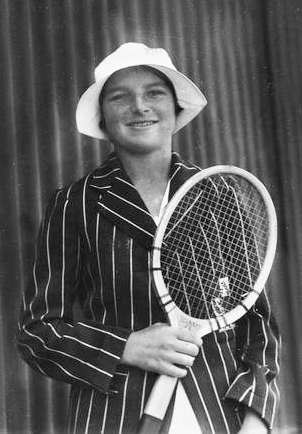
Thelma Coyne Long a câștigat 12 titluri la dublu la Campionatele australiene.

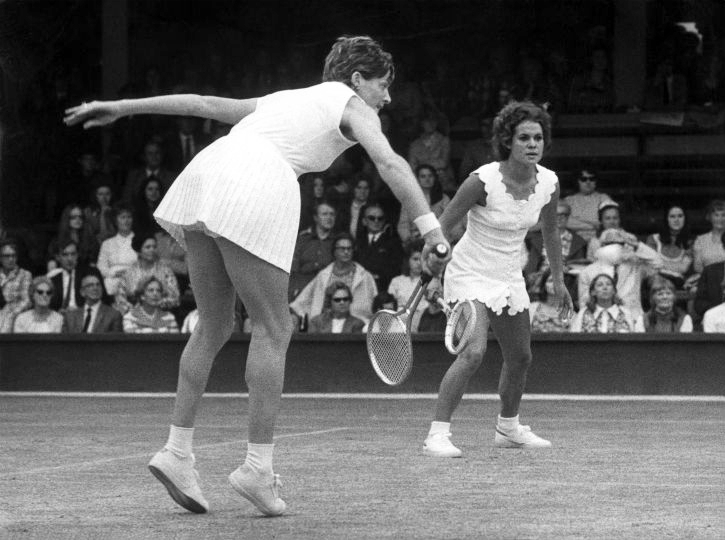
Margaret Court a concurat în 13 finale de dublu feminin și a câștigat opt titluri.

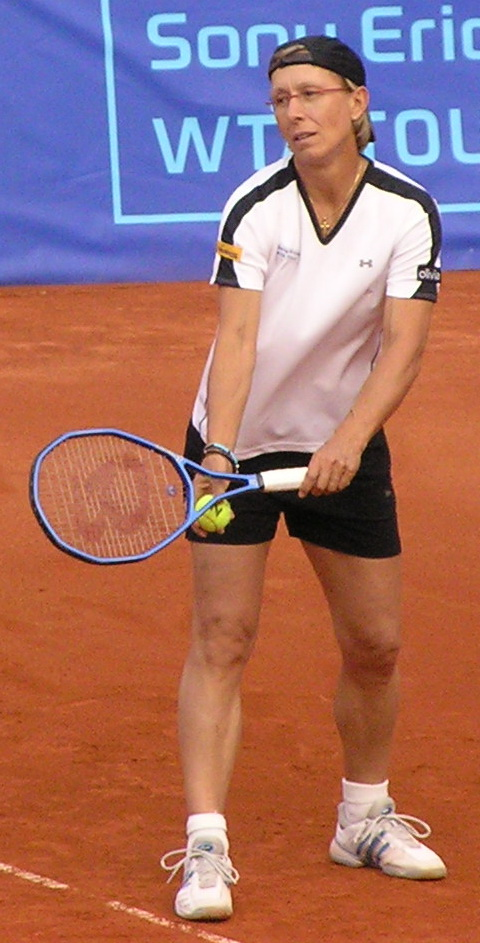
Martina Navratilova a câștigat titlul de opt ori, șapte dintre acestea împreună cu Pam Shriver

### Campionatele australasiene
| An   | Campioane                                 | Finaliste                                   | Scor          |
| 1922 | Esna Boyd Robertson Marjorie Mountain     | Floris St. George Gwen Utz                  | 1–6, 6–4, 7–5 |
| 1923 | Esna Boyd Robertson Sylvia Lance Harper   | Mall Molesworth Beryl Turner                | 6–1, 6–4      |
| 1924 | Daphne Akhurst Cozens Sylvia Lance Harper | Kathleen Le Messurier Meryl O'Hara Wood     | 7–5, 6–2      |
| 1925 | Daphne Akhurst Cozens Sylvia Lance Harper | Esna Boyd Robertson Kathleen Le Messurier   | 6–4, 6–3      |
| 1926 | Esna Boyd Robertson Meryl O'Hara Wood     | Daphne Akhurst Cozens Marjorie Cox Crawford | 6–3, 6–8, 8–6 |

### Campionatele australiene
| An   | Campioane                                           | Finaliste                                           | Scor                                                |
| 1927 | Louie Bickerton Meryl O'Hara Wood                   | Esna Boyd Robertson Sylvia Lance Harper             | 6–3, 6–3                                            |
| 1928 | Daphne Akhurst Cozens Esna Boyd Robertson           | Kathleen Le Messurier Dorothy Weston                | 6–3, 6–1                                            |
| 1929 | Daphne Akhurst Cozens Louie Bickerton               | Sylvia Lance Harper Meryl O'Hara Wood               | 6–2, 3–6, 6–2                                       |
| 1930 | Mall Molesworth Emily Hood Westacott                | Marjorie Cox Crawford Sylvia Lance Harper           | 6–3, 0–6, 7–5                                       |
| 1931 | Louie Bickerton Daphne Akhurst Cozens               | Nell Lloyd Gwen Utz                                 | 6–0, 6–4                                            |
| 1932 | Coral McInnes Buttsworth Marjorie Cox Crawford      | Kathleen Le Messurier Dorothy Weston                | 6–2, 6–2                                            |
| 1933 | Mall Molesworth Emily Hood Westacott                | Joan Hartigan Bathurst Marjorie Gladman Van Ryn     | 6–3, 6–3                                            |
| 1934 | Mall Molesworth Emily Hood Westacott                | Joan Hartigan Bathurst Ula Valkenburg               | 6–8, 6–4, 6–4                                       |
| 1935 | Evelyn Dearman Nancy Lyle                           | Louie Bickerton Nell Hall Hopman                    | 6–3, 6–4                                            |
| 1936 | Thelma Coyne Long Nancye Wynne Bolton               | May Blick Katherine Woodward                        | 6–2, 6–4                                            |
| 1937 | Thelma Coyne Long Nancye Wynne Bolton               | Nell Hall Hopman Emily Hood Westacott               | 6–2, 6–2                                            |
| 1938 | Thelma Coyne Long Nancye Wynne Bolton               | Dorothy Bundy Cheney Dorothy Workman                | 9–7, 6–4                                            |
| 1939 | Thelma Coyne Long Nancye Wynne Bolton               | May Hardcastle Emily Hood Westacott                 | 7–5, 6–4                                            |
| 1940 | Thelma Coyne Long Nancye Wynne Bolton               | Joan Hartigan Bathurst Edie Niemeyer                | 7–5, 6–2                                            |
| 1941 | Anulat din cauza celui de-Al Doilea Război Mondial) | Anulat din cauza celui de-Al Doilea Război Mondial) | Anulat din cauza celui de-Al Doilea Război Mondial) |
| 1942 | Anulat din cauza celui de-Al Doilea Război Mondial) | Anulat din cauza celui de-Al Doilea Război Mondial) | Anulat din cauza celui de-Al Doilea Război Mondial) |
| 1943 | Anulat din cauza celui de-Al Doilea Război Mondial) | Anulat din cauza celui de-Al Doilea Război Mondial) | Anulat din cauza celui de-Al Doilea Război Mondial) |
| 1944 | Anulat din cauza celui de-Al Doilea Război Mondial) | Anulat din cauza celui de-Al Doilea Război Mondial) | Anulat din cauza celui de-Al Doilea Război Mondial) |
| 1945 | Anulat din cauza celui de-Al Doilea Război Mondial) | Anulat din cauza celui de-Al Doilea Război Mondial) | Anulat din cauza celui de-Al Doilea Război Mondial) |
| 1946 | Joyce Fitch Mary Bevis Hawton                       | Nancye Wynne Bolton Thelma Coyne Long               | 9–7, 6–4                                            |
| 1947 | Thelma Coyne Long Nancye Wynne Bolton               | Mary Bevis Hawton Joyce Fitch                       | 6–3, 6–3                                            |
| 1948 | Thelma Coyne Long Nancye Wynne Bolton               | Mary Bevis Hawton Pat Jones                         | 6–3, 6–3                                            |
| 1949 | Thelma Coyne Long Nancye Wynne Bolton               | Doris Hart Marie Toomey                             | 6–0, 6–1                                            |
| 1950 | Louise Brough Clapp Doris Hart                      | Nancye Wynne Bolton Thelma Coyne Long               | 6–2, 2–6, 6–3                                       |
| 1951 | Thelma Coyne Long Nancye Wynne Bolton               | Joyce Fitch Mary Bevis Hawton                       | 6–2, 6–1                                            |
| 1952 | Thelma Coyne Long Nancye Wynne Bolton               | Allison Burton Baker Mary Bevis Hawton              | 6–1, 6–1                                            |
| 1953 | Maureen Connolly Julia Sampson                      | Mary Bevis Hawton Beryl Penrose                     | 6–4, 6–2                                            |
| 1954 | Mary Bevis Hawton Beryl Penrose                     | Hazel Redick-Smith Julia Wipplinger                 | 6–3, 8–6                                            |
| 1955 | Mary Bevis Hawton Beryl Penrose                     | Nell Hall Hopman Gwen Thiele                        | 7–5, 6–1                                            |
| 1956 | Mary Bevis Hawton Thelma Coyne Long                 | Mary Carter Reitano Beryl Penrose                   | 6–2, 5–7, 9–7                                       |
| 1957 | Althea Gibson Shirley Fry Irvin                     | Mary Bevis Hawton Fay Muller                        | 6–2, 6–1                                            |
| 1958 | Mary Bevis Hawton Thelma Coyne Long                 | Lorraine Coghlan Robinson Angela Mortimer           | 7–5, 6–8, 6–2                                       |
| 1959 | Renée Schuurman Sandra Reynolds Price               | Lorraine Coghlan Robinson Mary Carter Reitano       | 7–5,6–4                                             |
| 1960 | Maria Bueno Christine Truman Janes                  | Lorraine Coghlan Robinson Margaret Court            | 6–2, 5–7, 6–2                                       |
| 1961 | Mary Carter Reitano Margaret Court                  | Mary Bevis Hawton Jan Lehane O'Neill                | 6–4, 3–6, 7–5                                       |
| 1962 | Margaret Court Robyn Ebbern                         | Darlene Hard Mary Carter Reitano                    | 6–4, 6–4                                            |
| 1963 | Margaret Court Robyn Ebbern                         | Jan Lehane O'Neill Lesley Turner Bowrey             | 6–1, 6–3                                            |
| 1964 | Judy Tegart-Dalton Lesley Turner Bowrey             | Robyn Ebbern Margaret Court                         | 6–4, 6–4                                            |
| 1965 | Margaret Court Lesley Turner Bowrey                 | Robyn Ebbern Billie Jean King                       | 1–6, 6–2, 6–3                                       |
| 1966 | Carole Caldwell Graebner Nancy Richey               | Margaret Court Lesley Turner Bowrey                 | 6–4, 7–5                                            |
| 1967 | Lesley Turner Bowrey Judy Tegart-Dalton             | Lorraine Coghlan Robinson Évelyne Terras            | 6–0, 6–2                                            |
| 1968 | Karen Krantzcke Kerry Melville Reid                 | Judy Tegart-Dalton Lesley Turner Bowrey             | 6–4, 3–6, 6–2                                       |

### Australian Open
| An         | Campioane                                     | Finaliste                                     | Scor                                          |
| 1969       | Margaret Court Judy Tegart-Dalton             | Rosemary Casals Billie Jean King              | 6–4, 6–4                                      |
| 1970       | Margaret Court Judy Tegart-Dalton             | Karen Krantzcke Kerry Melville Reid           | 6–3, 6–1                                      |
| 1971       | Evonne Goolagong Margaret Court               | Joy Emerson Lesley Hunt                       | 6–0, 6–0                                      |
| 1972       | Kerry Harris Helen Gourlay Cawley             | Patricia Coleman Karen Krantzcke              | 6–0, 6–4                                      |
| 1973       | Margaret Court Virginia Wade                  | Kerry Harris Kerry Melville                   | 6–4, 6–4                                      |
| 1974       | Evonne Goolagong Peggy Michel                 | Kerry Harris Kerry Melville                   | 7–5, 6–3                                      |
| 1975       | Evonne Goolagong Cawley Peggy Michel          | Margaret Court Olga Morozova                  | 7–6, 7–6                                      |
| 1976       | Evonne Goolagong Cawley Helen Gourlay Cawley  | Lesley Turner Bowrey Renáta Tomanová          | 8–1                                           |
| 1977 (ian) | Dianne Fromholtz Helen Gourlay Cawley         | Kerry Melville Reid Betsy Nagelsen            | 5–7, 6–1, 7–5                                 |
| 1977 (dec) | Evonne Goolagong Cawley Helen Gourlay Cawley  | Mona Schallau Guerrant Kerry Melville Reid    | Shared due to rain–out                        |
| 1978       | Betsy Nagelsen Renáta Tomanová                | Naoko Sato Pam Whytcross                      | 7–5, 6–2                                      |
| 1979       | Judy Connor Chaloner Diane Evers Brown        | Leanne Harrison Marcella Mesker               | 6–1, 3–6, 6–0                                 |
| 1980       | Martina Navratilova Betsy Nagelsen            | Ann Kiyomura Candy Reynolds                   | 6–4, 6–4                                      |
| 1981       | Kathy Jordan Anne Smith                       | Martina Navratilova Pam Shriver               | 6–2, 7–5                                      |
| 1982       | Martina Navratilova Pam Shriver               | Claudia Kohde-Kilsch Eva Pfaff                | 6–4, 6–2                                      |
| 1983       | Martina Navratilova Pam Shriver               | Anne Hobbs Wendy Turnbull                     | 6–4, 6–7, 6–2                                 |
| 1984       | Martina Navratilova Pam Shriver               | Claudia Kohde-Kilsch Helena Suková            | 6–3, 6–4                                      |
| 1985       | Martina Navratilova Pam Shriver               | Claudia Kohde-Kilsch Helena Suková            | 6–3, 6–4                                      |
| 1986       | Fără competiție (din cauza modificării datei) | Fără competiție (din cauza modificării datei) | Fără competiție (din cauza modificării datei) |
| 1987       | Martina Navratilova Pam Shriver               | Zina Garrison Lori McNeil                     | 6–1, 6–0                                      |
| 1988       | Martina Navratilova Pam Shriver               | Chris Evert Wendy Turnbull                    | 6–0, 7–5                                      |
| 1989       | Martina Navratilova Pam Shriver               | Patty Fendick Jill Hetherington               | 3–6, 6–3, 6–2                                 |
| 1990       | Jana Novotná Helena Suková                    | Patty Fendick Mary Joe Fernández              | 7–6(7–5), 7–6(8–6)                            |
| 1991       | Patty Fendick Mary Joe Fernández              | Gigi Fernández Jana Novotná                   | 7–6(7–4), 6–1                                 |
| 1992       | Arantxa Sánchez Vicario Helena Suková         | Mary Joe Fernández Zina Garrison              | 6–4, 7–6(7–3)                                 |
| 1993       | Gigi Fernández Natalia Zvereva                | Pam Shriver Elizabeth Sayers Smylie           | 6–4, 6–3                                      |
| 1994       | Gigi Fernández Natalia Zvereva                | Patty Fendick Meredith McGrath                | 6–4, 4–6, 6–4                                 |
| 1995       | Jana Novotná Arantxa Sánchez Vicario          | Gigi Fernández Natalia Zvereva                | 6–3, 6–7(7–9), 6–4                            |
| 1996       | Chanda Rubin Arantxa Sánchez Vicario          | Lindsay Davenport Mary Joe Fernández          | 7–5, 2–6, 6–4                                 |
| 1997       | Martina Hingis Natalia Zvereva                | Lindsay Davenport Lisa Raymond                | 6–2, 6–2                                      |
| 1998       | Martina Hingis Mirjana Lučić                  | Lindsay Davenport Natalia Zvereva             | 6–4, 2–6, 6–3                                 |
| 1999       | Martina Hingis Anna Kournikova                | Lindsay Davenport Natalia Zvereva             | 7–5, 6–3                                      |
| 2000       | Lisa Raymond Rennae Stubbs                    | Martina Hingis Mary Pierce                    | 6–4, 5–7, 6–4                                 |
| 2001       | Serena Williams Venus Williams                | Lindsay Davenport Corina Morariu              | 6–2, 4–6, 6–4                                 |
| 2002       | Martina Hingis Anna Kournikova                | Daniela Hantuchová Arantxa Sánchez Vicario    | 6–2, 6–7(7–9), 6–1                            |
| 2003       | Serena Williams Venus Williams                | Virginia Ruano Pascual Paola Suárez           | 4–6, 6–4, 6–3                                 |
| 2004       | Virginia Ruano Pascual Paola Suárez           | Svetlana Kuznetsova Elena Likhovtseva         | 6–4, 6–3                                      |
| 2005       | Svetlana Kuznetsova Alicia Molik              | Lindsay Davenport Corina Morariu              | 6–3, 6–4                                      |
| 2006       | Yan Zi Zheng Jie                              | Lisa Raymond Samantha Stosur                  | 2–6, 7–6(9–7), 6–3                            |
| 2007       | Cara Black Liezel Huber                       | Chan Yung-jan Chuang Chia-jung                | 6–4, 6–7(4–7), 6–1                            |
| 2008       | Alona Bondarenko Kateryna Bondarenko          | Victoria Azarenka Shahar Pe'er                | 2–6, 6–1, 6–4                                 |
| 2009       | Serena Williams Venus Williams                | Daniela Hantuchová Ai Sugiyama                | 6–3, 6–3                                      |
| 2010       | Serena Williams Venus Williams                | Cara Black Liezel Huber                       | 6–4, 6–3                                      |
| 2011       | Gisela Dulko Flavia Pennetta                  | Victoria Azarenka Maria Kirilenko             | 2–6, 7–5, 6–1                                 |
| 2012       | Svetlana Kuznetsova Vera Zvonareva            | Sara Errani Roberta Vinci                     | 5–7, 6–4, 6–3                                 |
| 2013       | Sara Errani Roberta Vinci                     | Ashleigh Barty Casey Dellacqua                | 6–2, 3–6, 6–2                                 |
| 2014       | Sara Errani Roberta Vinci                     | Ekaterina Makarova Elena Vesnina              | 6–4, 3–6, 7–5                                 |
| 2015       | Bethanie Mattek-Sands Lucie Šafářová          | Chan Yung-jan Zheng Jie                       | 6–4, 7–6(7–5)                                 |
| 2016       | Martina Hingis Sania Mirza                    | Andrea Hlaváčková Lucie Hradecká              | 7–6(7–1), 6–3                                 |
| 2017       | Bethanie Mattek-Sands Lucie Šafářová          | Andrea Hlaváčková Peng Shuai                  | 6–7(4–7), 6–3, 6–3                            |
| 2018       | Tímea Babos Kristina Mladenovic               | Ekaterina Makarova Elena Vesnina              | 6–4, 6–3                                      |
| 2019       | Samantha Stosur Zhang Shuai                   | Tímea Babos Kristina Mladenovic               | 6–3, 6–4                                      |
| 2020       | Tímea Babos Kristina Mladenovic               | Hsieh Su-wei Barbora Strýcová                 | 6–2, 6–1                                      |
| 2021       | Elise Mertens Arina Sabalenka                 | Barbora Krejčíková Kateřina Siniaková         | 6–2, 6–3                                      |
| 2022       | Barbora Krejčíková Kateřina Siniaková         | Anna Danilina Beatriz Haddad Maia             | 6–7(3–7),6–4, 6–4                             |
| 2023       | Barbora Krejčíková Kateřina Siniaková         | Shuko Aoyama Ena Shibahara                    | 6–4, 6–3                                      |
| 2024       | Hsieh Su-wei Elise Mertens                    | Liudmila Kicenok Jeļena Ostapenko             | 6–1, 7–5                                      |
| 2025       | Kateřina Siniaková Taylor Townsend            | Hsieh Su-wei Jeļena Ostapenko                 | 6–2, 6–7(4–7), 6–3                            |